# Разум и осећајност (албум)
Разум и осећајност је мини албум музичке групе Фламингоси, издат је 2005. године за издавачку кућу City records.

## Списак песама
| №  | Назив  | Трајање |  |
| 1. | Љубав  |         |  |
| 2. | Обала  |         |  |
| 3. | Руска  |         |  |
| 4. | Истина |         |  |